# Ahuas (ort)
Ahuas är en ort i Honduras.   Den ligger i departementet Departamento de Gracias a Dios, i den östra delen av landet, 300 km nordost om huvudstaden Tegucigalpa. Ahuas ligger 25 meter över havet och antalet invånare är 1 505.